# Realm of Impossibility
Realm of Impossibility è un videogioco d'azione ambientato in labirinti tridimensionali infestati da mostri, pubblicato inizialmente nel 1983 per Atari 8-bit dalla BRAM Inc. con il titolo Zombies, poi nel 1984 in versione aggiornata per Atari, Apple II e Commodore 64 dalla Electronic Arts, infine nel 1985 per ZX Spectrum dalla Ariolasoft UK (anche distributrice europea delle versioni Electronic Arts).
Programmazione e grafica originali vennero realizzate da Mike Edwards, per questo le versioni Electronic Arts sono presentate come Mike Edwards' Realm of Impossibility. Zombies della BRAM era in preparazione anche per Commodore 64, ma per quel computer, come per Apple e Spectrum, uscì soltanto la versione Realm of Impossibility.

## Modalità di gioco
Il gioco si svolge in complessi di grandi stanze con visuale tridimensionale isometrica, con personaggi piccoli e monocromatici, graficamente minimali. Le stanze hanno architetture variabili, spesso su più piani a gradoni, con scalette verticali. Possono esserci fossati e baratri non oltrepassabili, ma non si può nemmeno cadere. Quando si cambia stanza, uscendo verso uno dei bordi dello schermo, la visuale scorre di scatto alla schermata adiacente. I complessi sono descritti come dungeon, ma somigliano più a città e palazzi. In alcuni casi le stanze sono intricate e confondono la vista, nello stile dei disegni di Escher.
Il giocatore controlla un omino stilizzato che può correre in tutte le direzioni e salire le scalette. Deve evitare varie combinazioni di zombi, serpenti, ragni e globi, tutti che lo inseguono costantemente, ma con scarsa intelligenza, spesso non riuscendo ad aggirare gli ostacoli. Il protagonista ha dei punti ferita, che calano quando i nemici lo toccano, e una sola vita. Non c'è modo di eliminare i nemici, ma si possono lasciare a terra delle croci, in quantità illimitata, che permangono per qualche secondo prima di scomparire. Le croci bloccano o respingono i nemici, ma nemmeno il protagonista può passarci sopra.
Si possono inoltre trovare e raccogliere pergamene che ricaricano i punti ferita oppure conferiscono al giocatore una magia monouso. Ci sono tre tipi di magie che hanno l'effetto di paralizzare i nemici, farli vagare a caso, o rendere il personaggio invulnerabile, tutte con una durata di pochi secondi. Si può lanciare una magia specifica, oppure con un comando rapido una qualsiasi di quelle accumulate.
L'obiettivo finale è attraversare una serie di dungeon, selezionabili dal giocatore e caricati in memoria uno alla volta, per recuperare sette corone e ritornare ogni volta all'uscita. Nella versione Zombies ci sono sette dungeon con una corona ciascuno, per un totale di 74 stanze. In Realm of Impossibility i dungeon sono aumentati a 13, per un totale di 129 stanze, ma non tutti sono subito accessibili; quelli che non contengono una delle sette corone, contengono invece una chiave necessaria per sbloccarne un altro. Sono inoltre disponibili 4 livelli di difficoltà generale (2 in Zombies).
Possono partecipare anche due giocatori in cooperazione simultanea, con un personaggio a testa. Per un gioco di inseguimento come questo era una caratteristica piuttosto inusuale, che consente di realizzare strategie in cui un giocatore attira i nemici per permettere all'altro di raggiungere gli obiettivi. Inoltre se un giocatore muore l'altro lo può resuscitare, con un po' di punti ferita, semplicemente toccandolo. Le magie raccolte sono in comune e utilizzabili da entrambi. Per cambiare stanza i due devono andare insieme contro il bordo.